# Mozes de Jong
Mozes Izaak de Jong (Haaksbergen, 21 juni 1873 - Rotterdam, 17 juni 1953) was een Nederlands politicus. Hij was namens De Vrijheidsbond van 1928 tot 1931 wethouder van Almelo.

## Levensloop
Mozes de Jong was de zoon van Izaak Mozes de Jong (1837-1923) en Jeannette de Jong (1842-1917). De Jong slaagde in 1896 voor de opleiding boekhouden bij de Vereeniging van handels- en kantoorbedienden in Amsterdam. Hij was zeer actief op maatschappelijk vlak, zowel binnen als buiten de Joodse gemeenschap. Zo maakte hij in 1897 als penningmeester deel uit van het bestuur van de Synagoge in Haaksbergen. Later was hij voorzitter van de Joodse kerkelijke gemeenschap in Almelo. De Jong was medeoprichter van de Volksuniversiteit in Almelo en gaf les op de avondhandelsschool. 
Rond 1911 verhuisde De Jong naar Almelo. Hij liet een herenhuis bouwen in het Villapark De Molenkamp. Naast boekhouder was de Jong actief in de graanhandel. Financieel ging het De Jong voor de wind. Zo komt hij in 1917 voor in een overzicht van de tweehonderdvijfenvijftig voor de belasting hoogstaangeslagenen in de provincie Overijssel.
Namens de Liberale Unie (in 1921 opgegaan in De Vrijheidsbond) kwam De Jong in september 1920 in de gemeenteraad van Almelo. In juni 1928 werd hij wethouder nadat zijn partijgenoot Krabhuis vanwege gezondheidsredenen aftrad. Bij de gemeenteraadsverkiezingen van 1931 stelde De Jong zich niet herkiesbaar. Kort daarvoor overleed De Jongs eerste vrouw Betje de Jong-Leverpoll. De Jong hertrouwde in 1933 met de weduwe Esther Cohen-Meyer, waarna het stel zich vestigde in Rotterdam aan de Graaf Florisstraat 37a.
Tijdens de Tweede Wereldoorlog werd De Jong samen met vrouw op de lijst-Frederiks geplaatst. Op deze lijst, opgesteld door secretaris-generaal Jan van Dam, stonden enkele honderden vooraanstaande Joden die aanvankelijk in Barneveld werden ondergebracht. De meesten van hen overleefden de oorlog. De Jong kwam in december 1942 in Huize De Biezen terecht. Hij deed nog tevergeefs een poging om een achttal naaste familieleden vanuit Kamp Westerbork in Barneveld geplaatst te krijgen. In september 1943 werden de Joden in Barneveld overgebracht naar Kamp Westerbork. De Jong vroeg in oktober 1943 de burgemeester van Almelo Mello Sichterman hem een overzicht te doen toekomen van zijn verdiensten voor de Almelose gemeenschap. Sichterman wees het verzoek aanvankelijk af omdat het niet ondertekend was. Op 4 september 1944 vertrok De Jong met zijn vrouw met een transport naar Theresienstadt. Op 5 februari 1945 maakte het echtpaar deel uit van een uitwisselingstransport dat op 7 februari 1945 veilig het Zwitserse Sankt Gallen bereikte. Na de oorlog leefde De Jong tot zijn overlijden in 1953 in Rotterdam.

## Persoonlijk
De Jong trouwde in 1900 met Betje Leverpoll (1867-1931). Samen kregen zij drie kinderen, waaronder een dochtertje dat na drie dagen overleed. Zijn beide zonen, Isaak Salomon de Jong (1901-1943) en Salomon de Jong (1904-1944), werden tijdens de Holocaust vermoord, evenals zijn beide kleinkinderen. Ook een zus en broer kwamen om tijdens de oorlog. Van zijn naaste familie overleefden slechts zijn broers Hartog de Jong (1879-1973) en Lefman Louis de Jong (1884-1963) de oorlog.